# 智利普亞鳳梨
智利普亞鳳梨（學名：Puya chilensis）為原生於智利山區的乾燥地帶的多年生常綠陸生鳳梨科植物。葉互生，呈灰綠色長帶狀，葉緣帶有刺齒，纖維可用來編製漁網。黃色或綠色的花呈總狀花序，外型類似中世紀的晨曦之星，高度可達2米（6英尺7英寸）。能透過側生芽進行無性生殖，但是植株生長緩慢，需要生長超過 20 年才會開花。葉片上的棘齒可能可以用來保護植株的中心部分不會受到草食動物的啃食。智利普亞鳳梨被認為會對羊及鳥類造成威脅，因為這些動物的毛髮及羽毛會與棘齒糾纏，導致牠們受困其中；如果動物因此死亡，則植株得以從屍體從取得營養，但是智利普亞鳳梨的棘齒是否為刻意捕捉動物而演化則仍然缺乏證據證實。藉此，智利普亞鳳梨又被稱為「食羊樹」。若智利普亞鳳梨的棘齒真為捕捉動物而特化，則它們可以被視為是一種原肉食植物。

## 棲息地
智利普亞鳳梨多半發現於安地斯山脈較為乾燥的地區，位於馬托拉爾面北側山坡海拔 300—1,000米（980—3,280英尺）處。

## 保護現況
智利普亞鳳梨的生存現況目前仍無威脅，且在世界各地的植物園都可見到人工栽培的個體。然而在其乾燥的自然棲息地，植物十分易燃因此非常容易受到火災的威脅，尤其是人為的火耕行為。

## 圖集

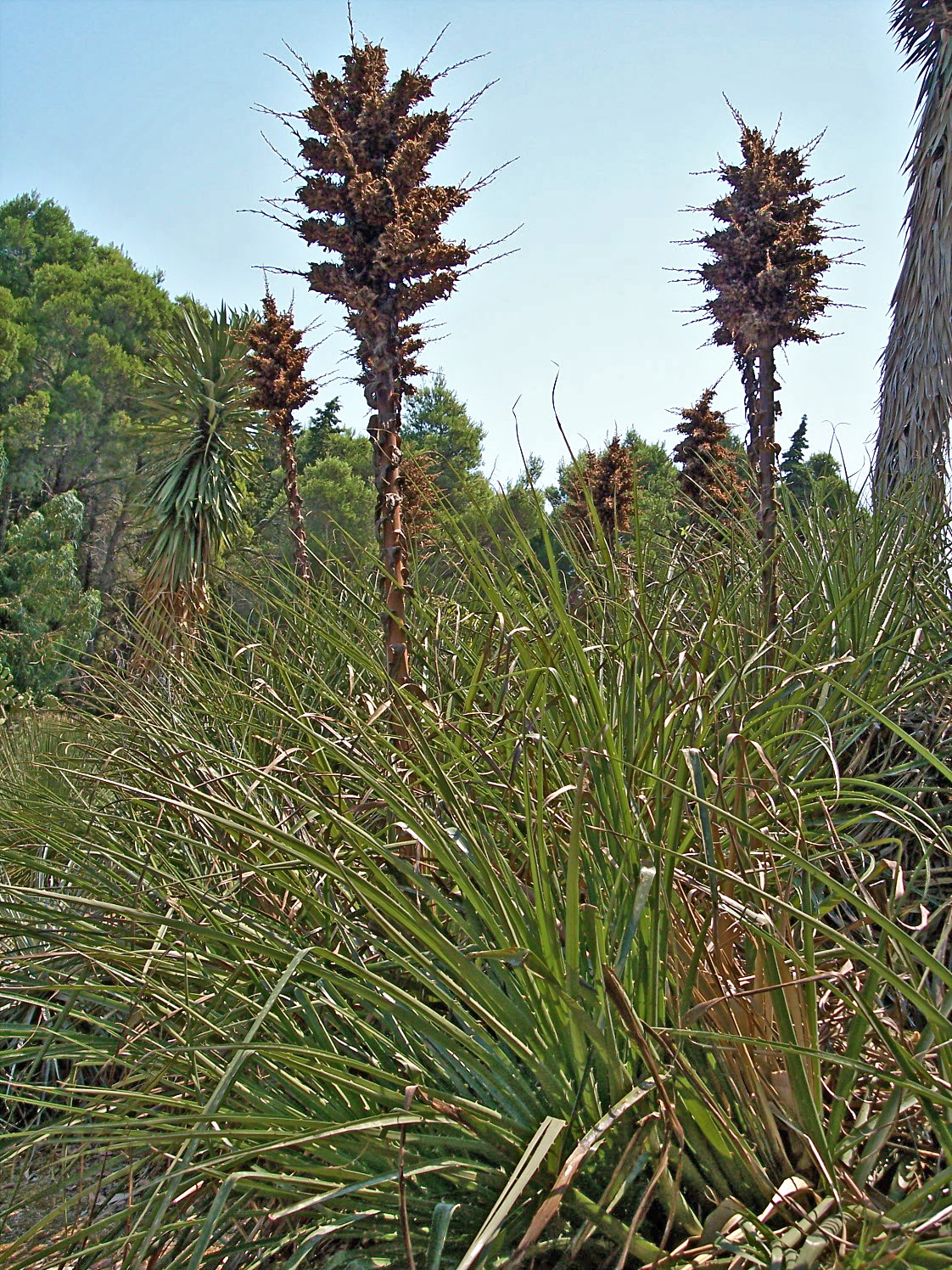
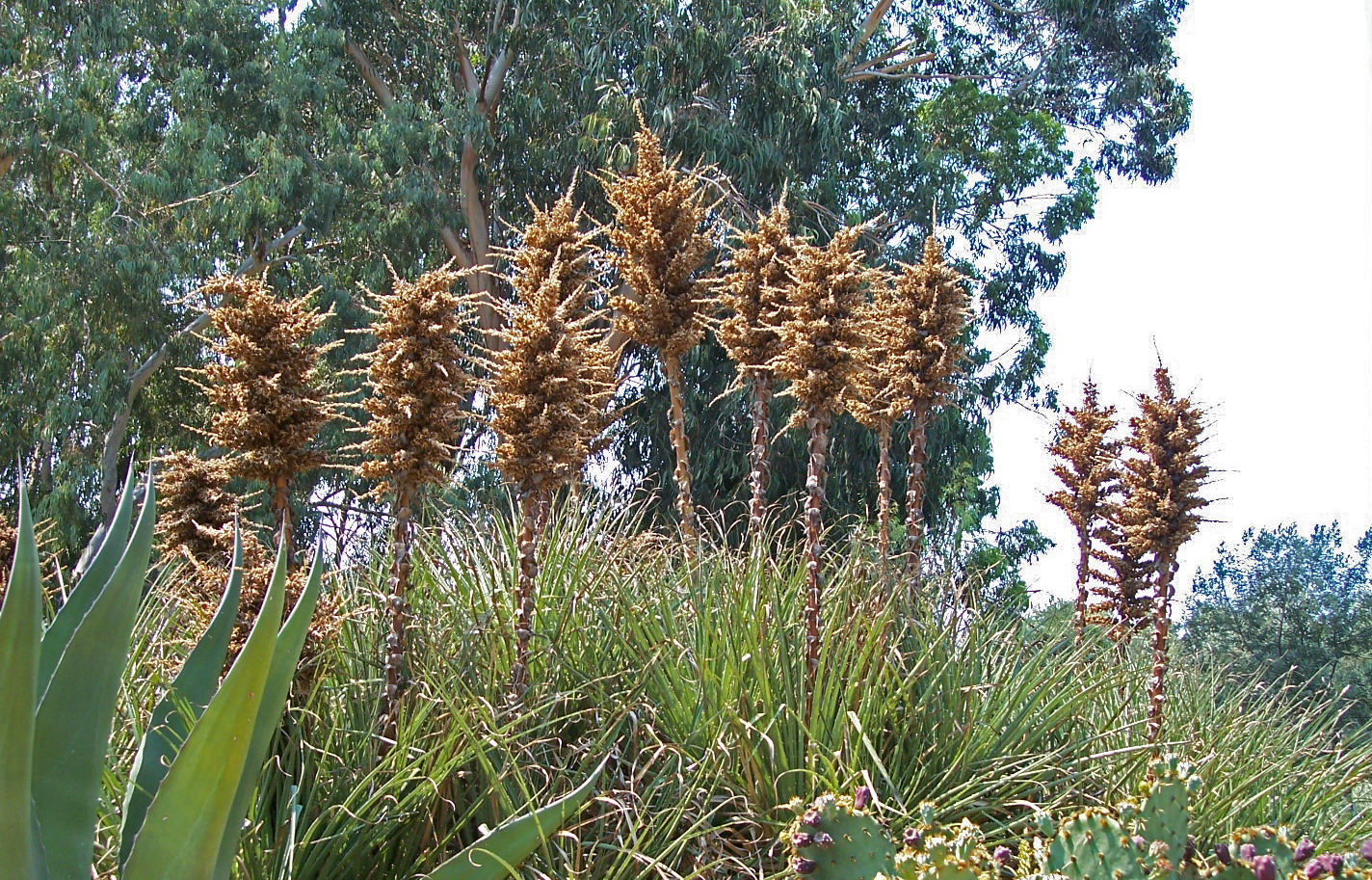
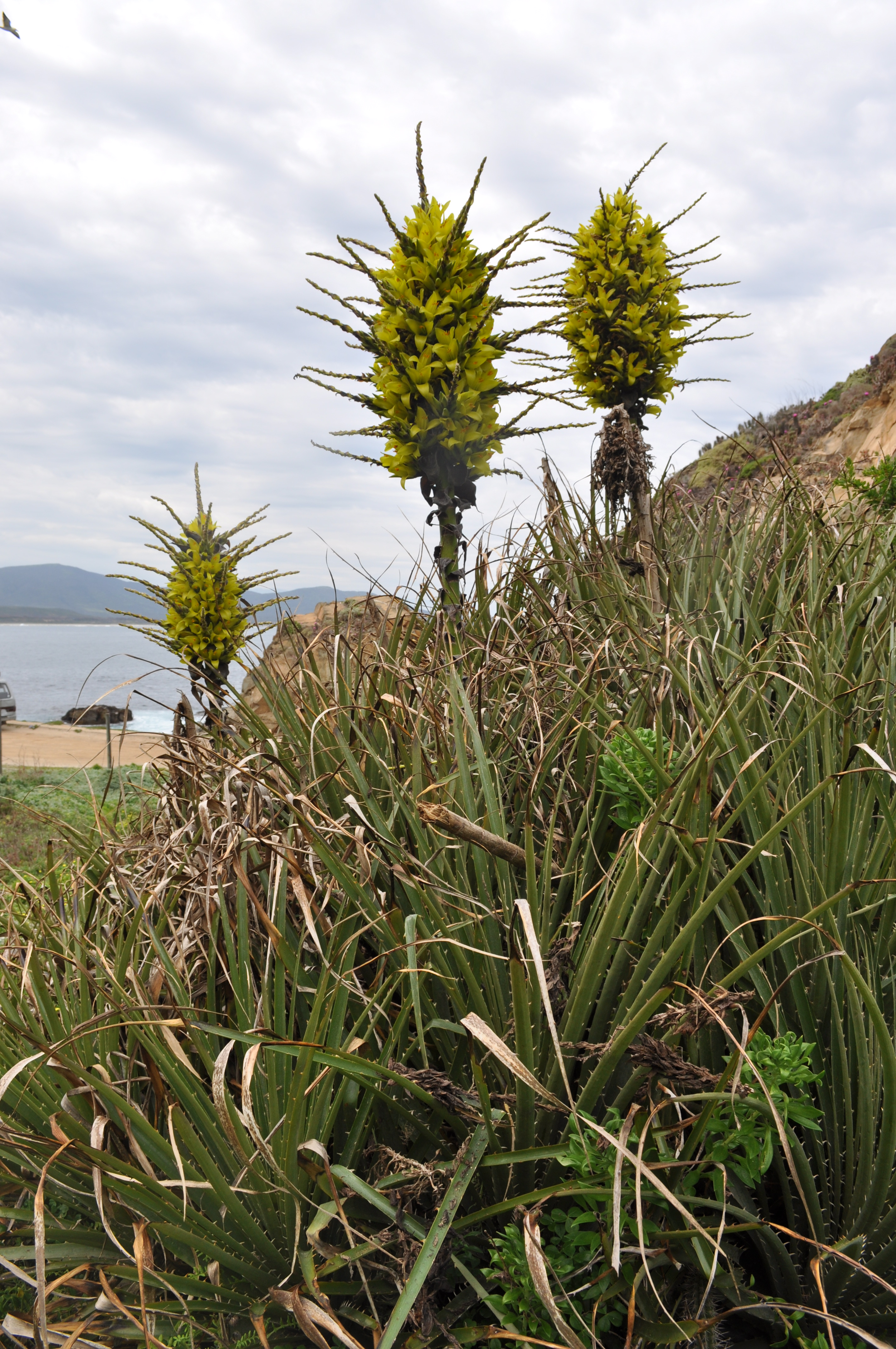
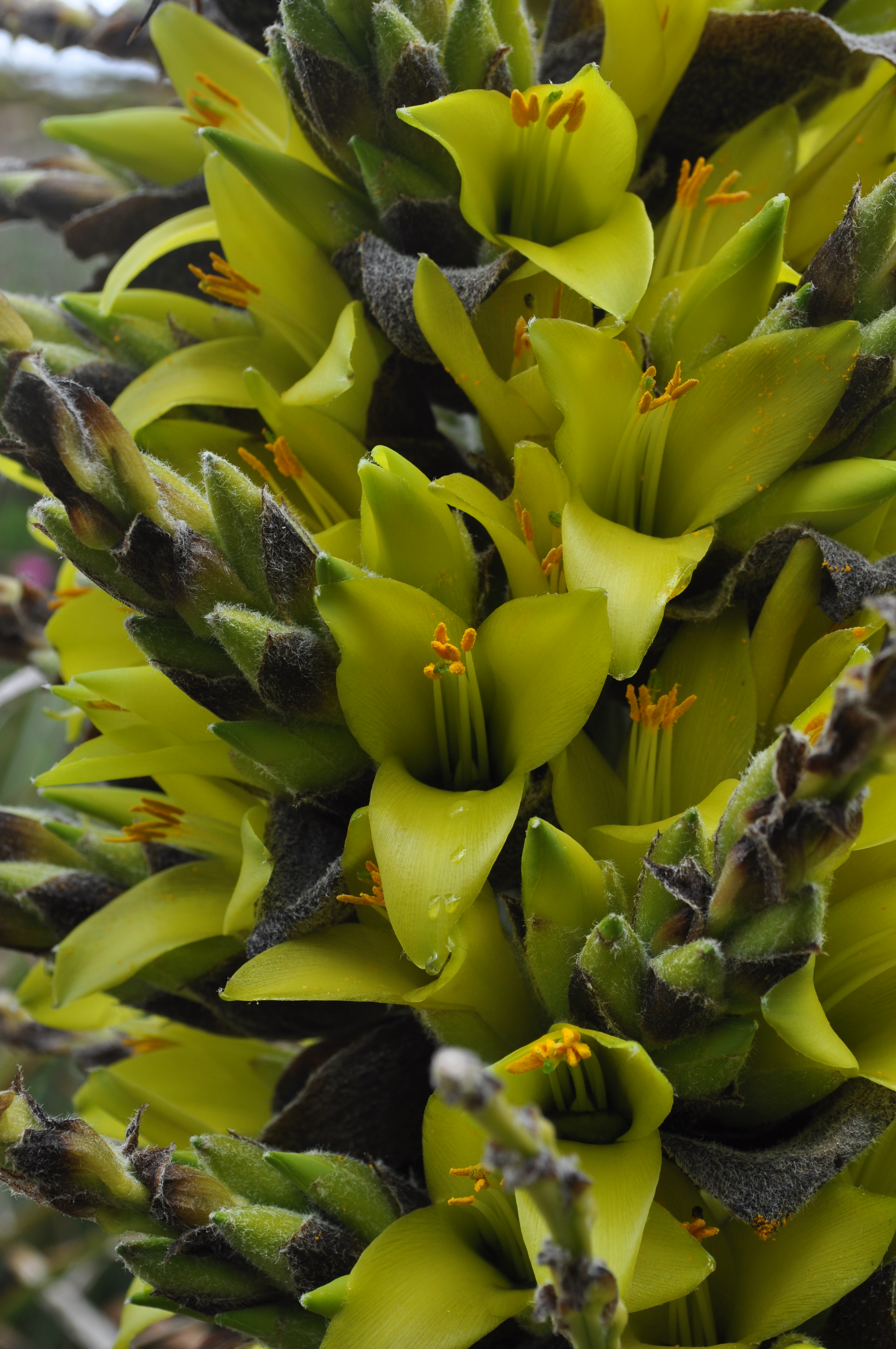
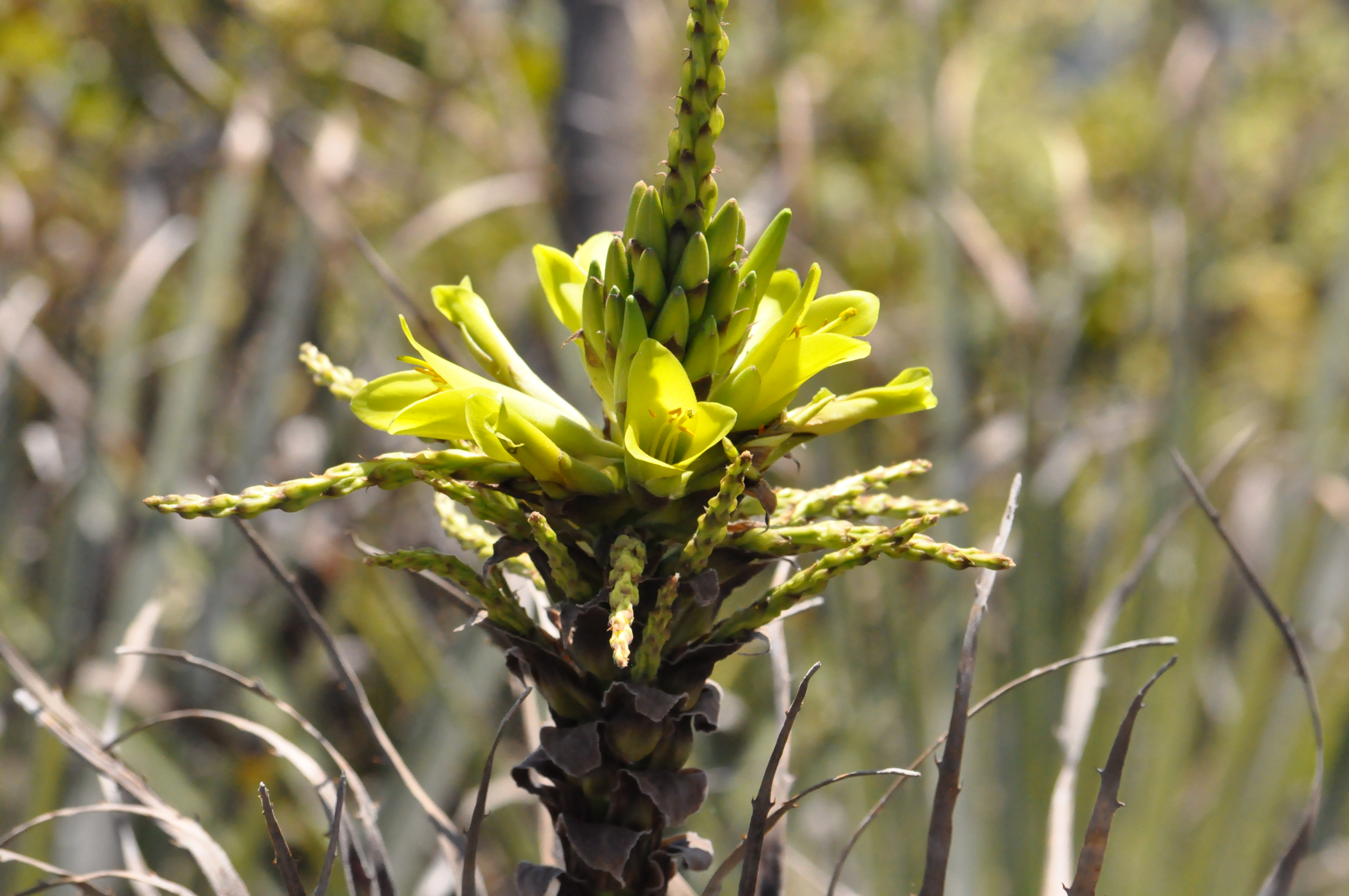
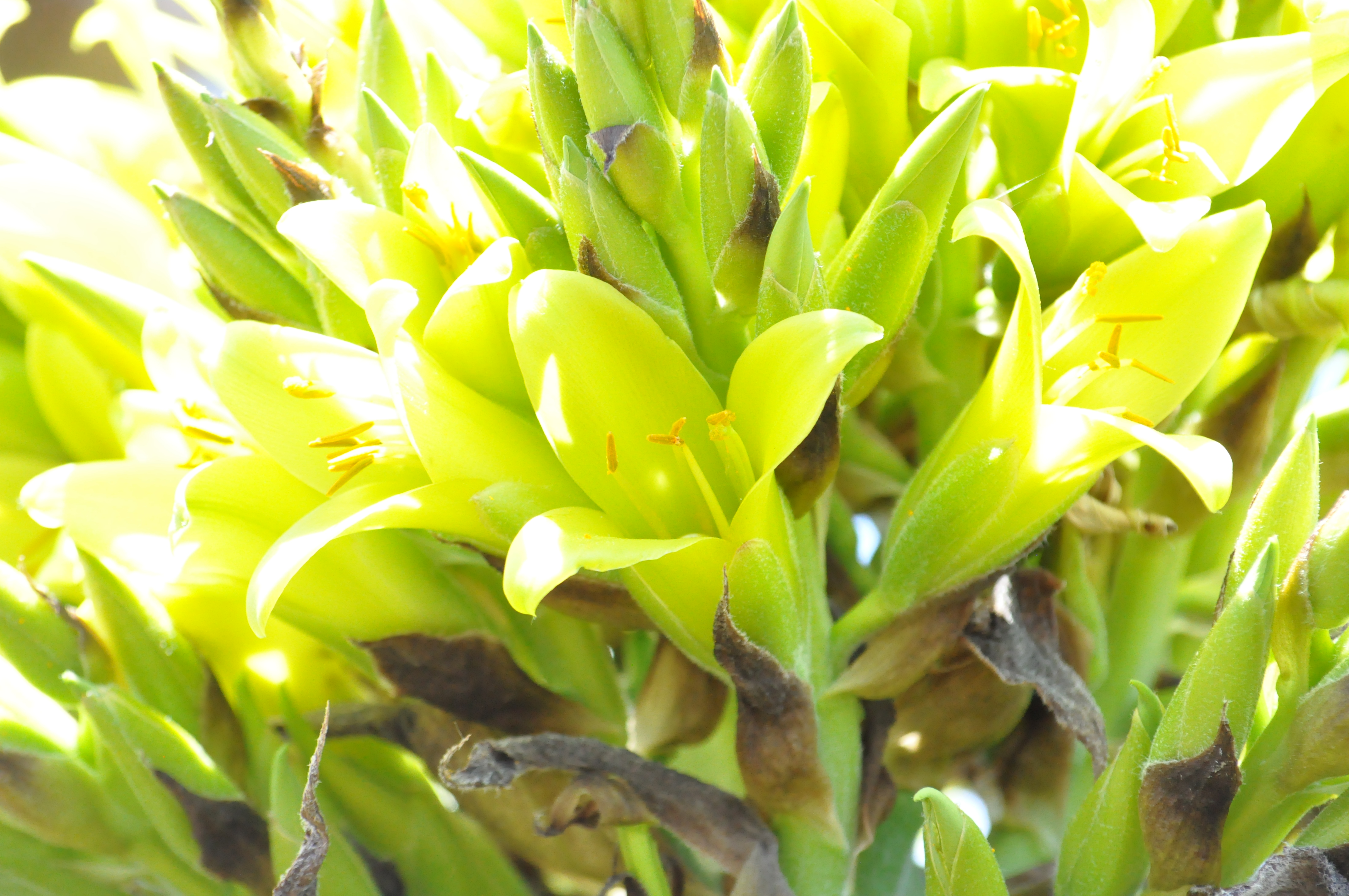
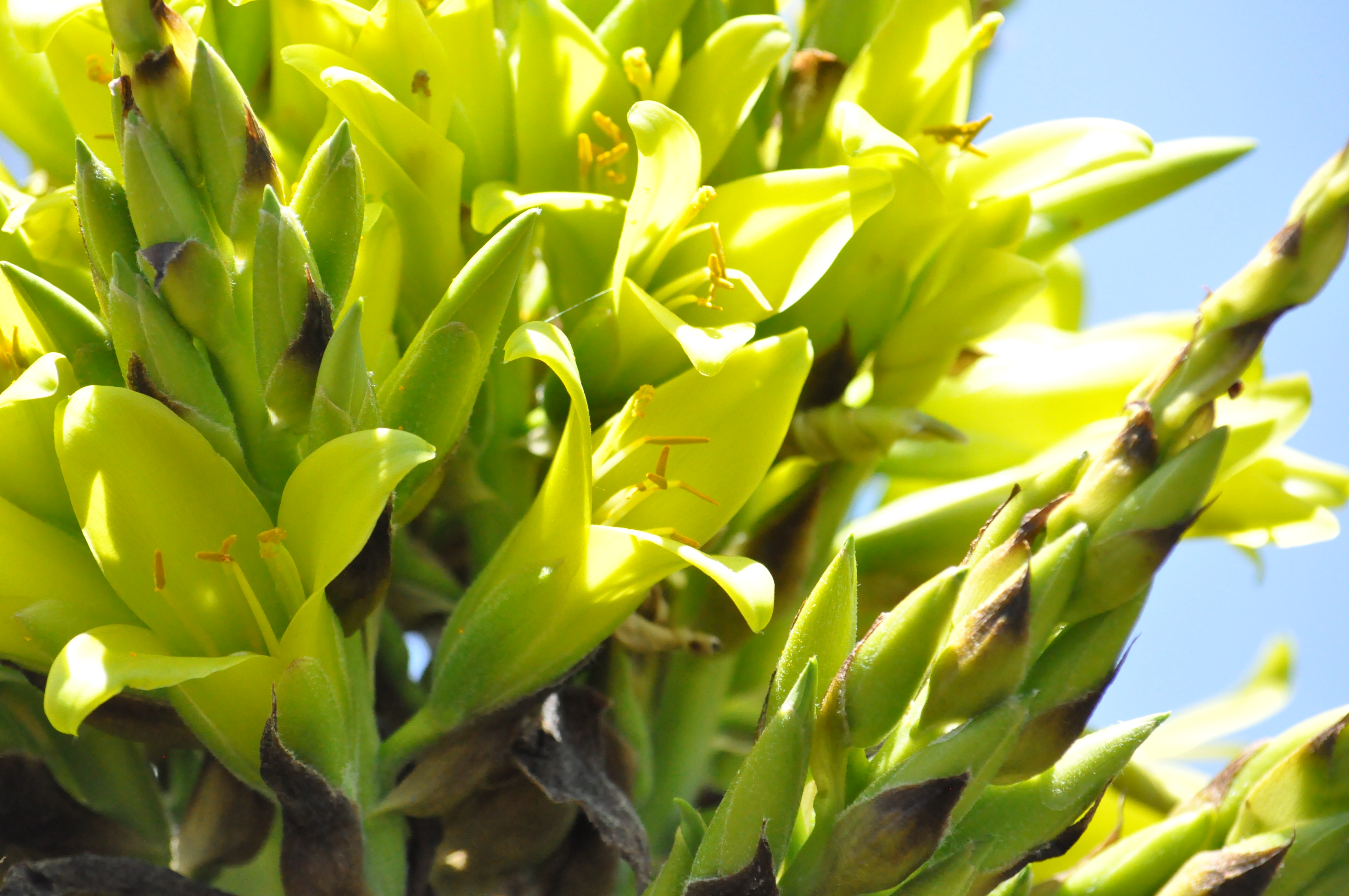
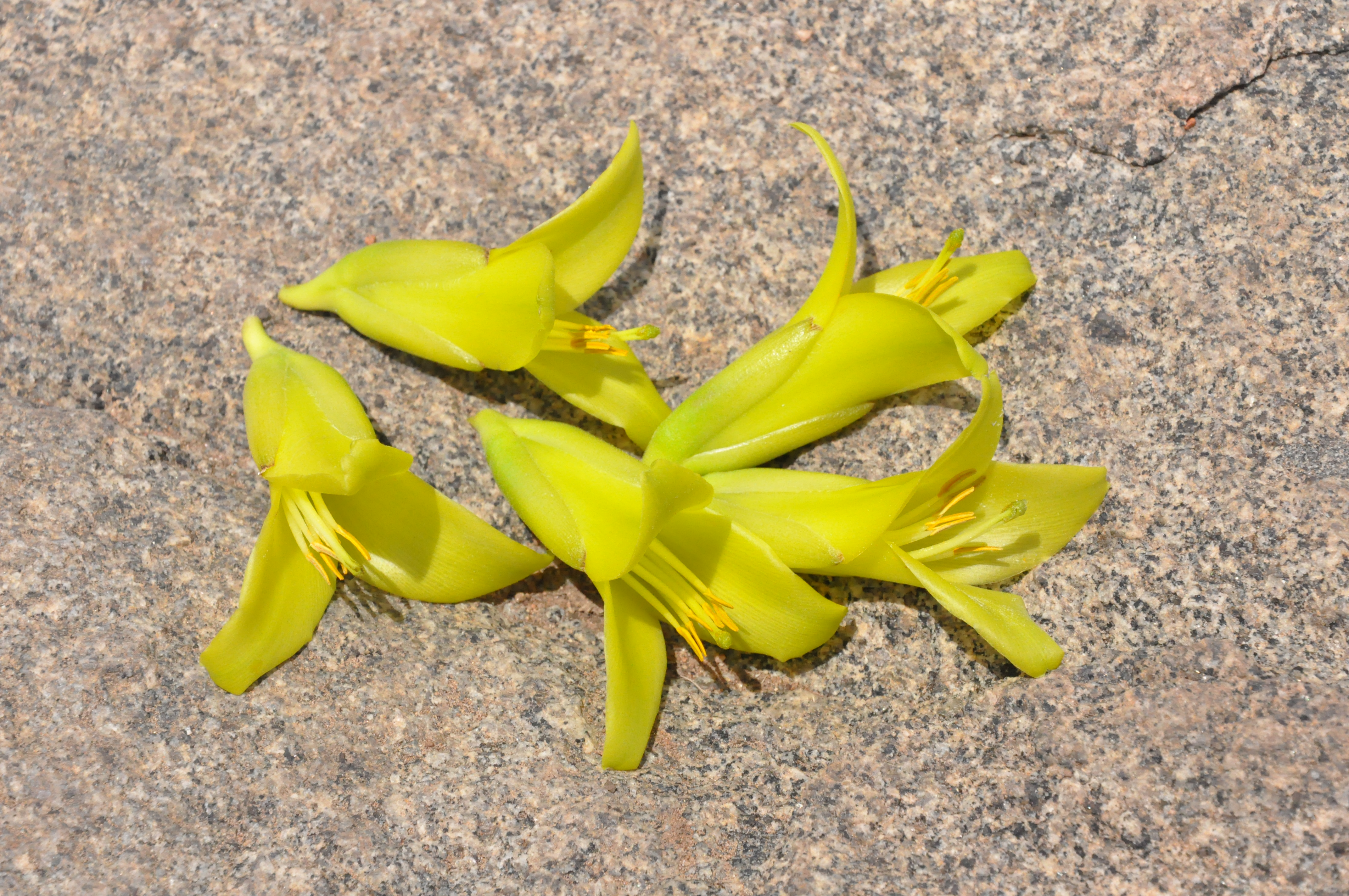
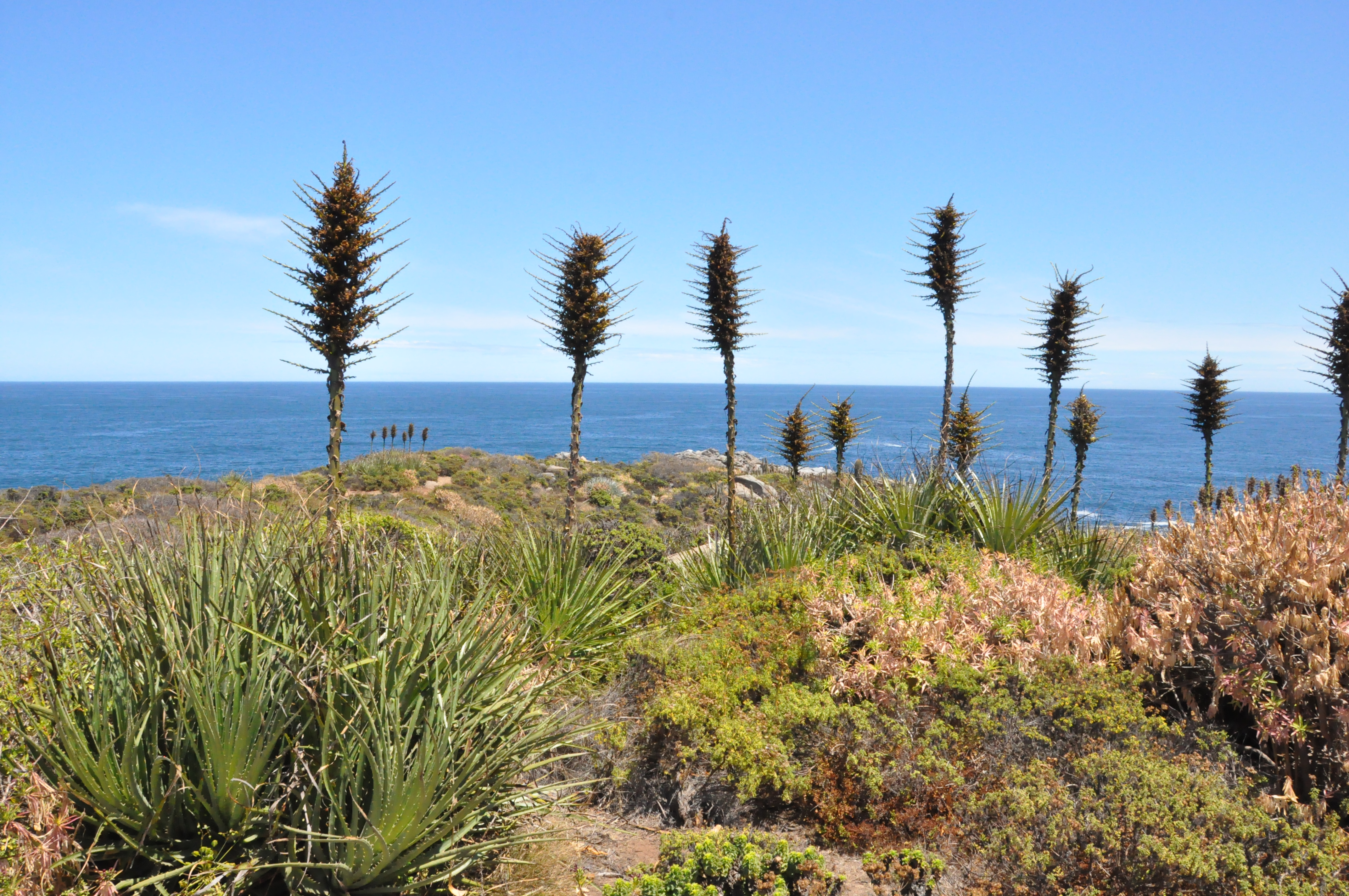

## 延伸閱讀
- Shaw, Christine 2005. Architectural Plants. ISBN 0-00-720470-1
- Miles, Tim & Rowe, David & Smit, Tim 2003. The New Cornish Garden. ISBN 1-85022-174-X

## 外部連結
维基共享资源上的相關多媒體資源：智利普亞鳳梨